# Ermita de Sant Sebastià de la Guarda
L'ermita de Sant Sebastià de la Guarda és una església en la muntanya de Sant Sebastià del municipi de Palafrugell (Baix Empordà). Juntament amb la torre de Sant Sebastià i l'hostatgeria forma part del conjunt del santuari de Sant Sebastià. Està inclosa en l'Inventari del Patrimoni Arquitectònic de Catalunya i s'engloba dins el Conjunt Monumental de Sant Sebastià de la Guarda.

## Descripció

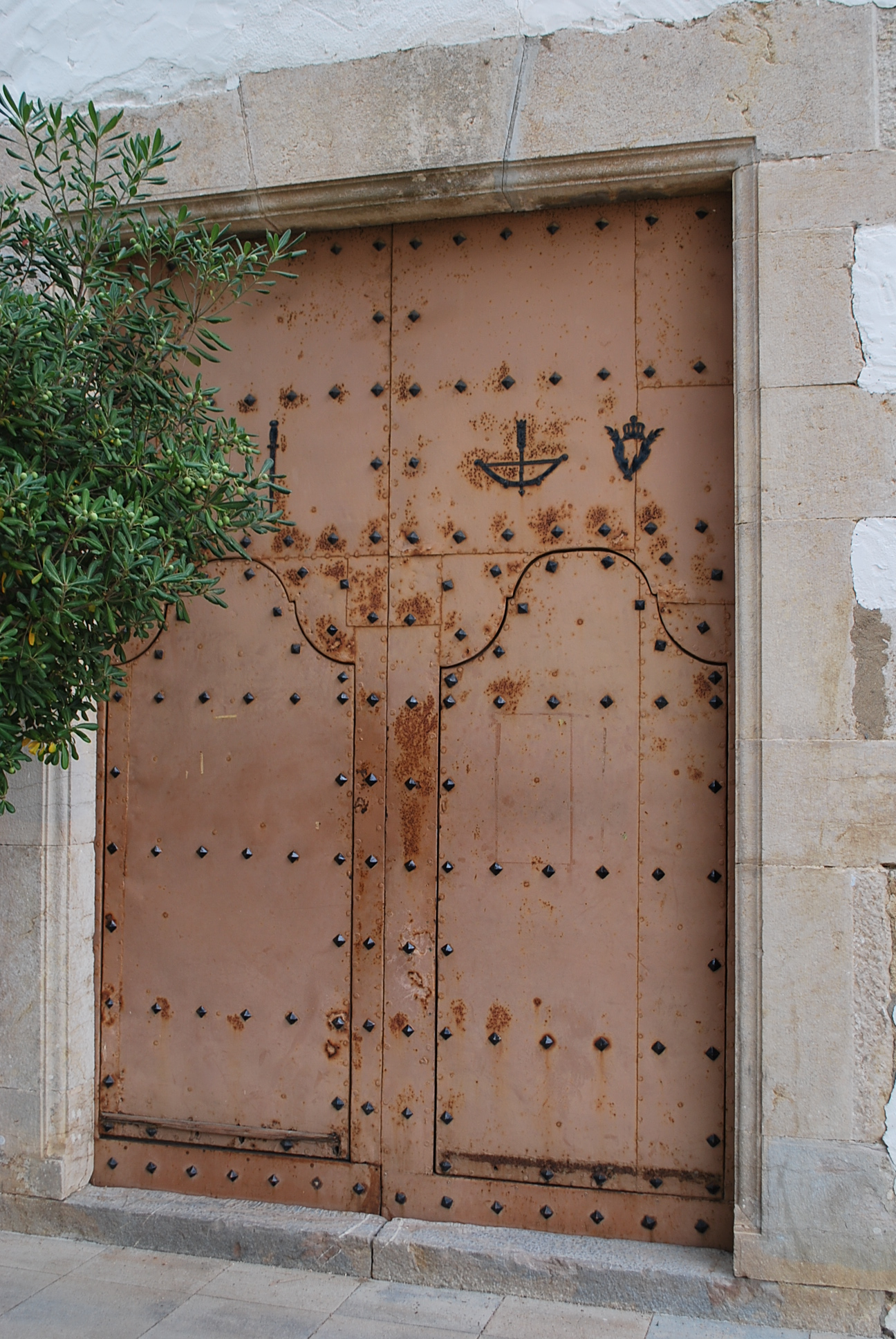
Porta de l'ermita

L'ermita de Sant Sebastià es troba adossada a la façana de ponent de la torre de guaita medieval que s'alça dalt el promontori que forma el cap de Sant Sebastià. És un edifici d'una sola nau amb dues capelles laterals a cada banda. La façana presenta una composició molt senzilla, amb una porta d'accés rectangular i una rosassa superior. El coronament és sinuós. L'interior té volta d'arets seguda.
L'hostatgeria és un edifici bastit també el segle xviii. Hi diverses llindes amb inscripció de dates: 1750 i 1756 a llevant, 1760, 1772 i 1832 a ponent.

## Història

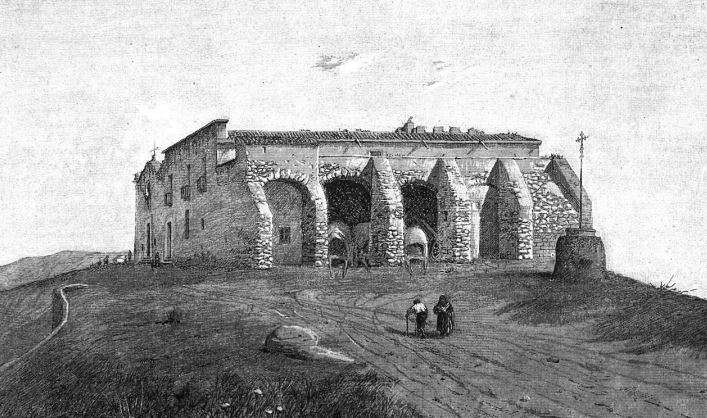
Any 1891

La primitiva ermita de Sant Sebastià, que ocupava la part baixa de la torre de guaita, es troba documentada des del segle xv. Va ser bastida com a santuari de sant Sebastià màrtir, protector de les epidèmies. Va ser feta construir pel prior de l'església de Santa Anna de Barcelona, ja que la canònica tenia la possessió de la vila de Palafrugell.
En una carta de la reina Maria de Castella, esposa d'Alfons el Magnànim, datada a València el 28 de gener de 1444 es fa esment del primer ermità de Sant Sebastià, anomenat Jaume Corbera, autoritzat durant cinc anys. També autoritza els seus procuradors a demanar almoines a qualsevol lloc del regne amb la finalitat d'acabar l'obra de la torre de guaita que s'estava construint a Sant Sebastià.
Com a conseqüència de la pesta del 1650 – 1651 es va decidir la construcció d'una nova església i d'una hostatgeria. L'obra va començar el 1707, i es va fer en estil barroc, amb prestacions personals i recaptes del poble de Palafrugell. Al segle xix s'hi va construir a prop el far de Sant Sebastià.
Durant la guerra civil del 1936 – 1939 es va cremar l'església perdent-se el retaule major, obra de Josep Pol, així com la resta del mobiliari. El seu aspecte actual es deu a la restauració que es feu als anys 1960. Es tragué la decoració de guix que restava i es realitzà una figura nova de Sant Sebastià encarregada a Domènec Fita.
Són aplecs tradicionals les diades de Sant Sebastià, Santa Llúcia, i dilluns de Pasqua. L'església està oberta al culte.

## Obres pictòriques

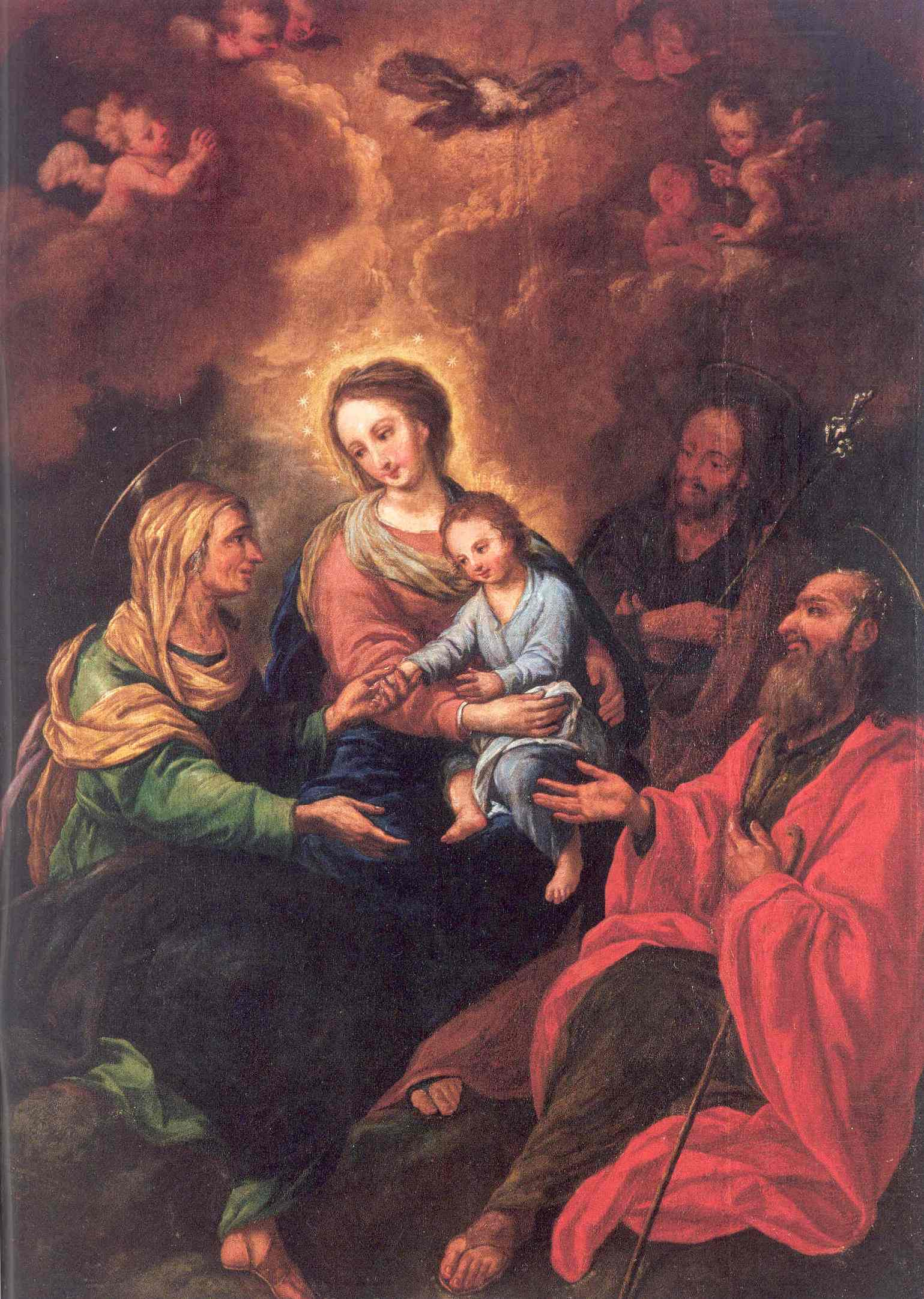
Sagrada Família amb sant Joaquim i santa Anna (Francesc Tramulles)

Entre els anys 1769 i 1771 Carles Grassot, metge format en el Reial Col·legi de Cirurgia de Cadis, i professor del Reial Col·legi de Cirurgia de Barcelona, realitzà les quatre pintures amb escenes de la vida de Sant Sebastià màrtir: Sant Sebastià davant els cristians empresonats, Sant Sebastià refusant les insinuacions de l'emperador, Assetjament de Sant Sebastià i Sant Sebastià bastonejat. Per la seva realització els administradors del santuari li pagaren només el valor de les teles i les pintures, 42 lliures; es tracta, doncs, d'obres d'un aficionat, cosa gens freqüent el segle xviii.
A banda de les obres sobre la vida de Sant Sebastià, cal destacar Sagrada Família amb sant Joaquim i santa Anna, pintura dedicada a la Sagrada Família donada pel Prior de Santa Anna l'any 1776. Es tracta d'una obra de l'etapa final de l'època barroca atribuïda a Francesc Tramulles, deixeble d'Antoni Viladomat.